# Bump n' Grind
"Bump n' Grind" é uma canção do cantor de R&B americano R. Kelly. Foi lançada como o segundo single do seu primeiro álbum solo, 12 Play, em 1994. A faixa se tornou um single número um na Billboard Hot 100 americana (temporariamente interrompendo o reinado de seis semanas de "The Sign", do Ace of Base), e também passou por vinte semanas como a número um na parada de R&B americana como o terceiro número um do artista, se tornando o single número de maior longevidade na parada de R&B americana da época. A canção também chegou a oitava posição na parada britânica, seguindo o enorme sucesso do seu single anterior, "She's Got That Vibe" (que era na verdade um relançamento).

## Versões oficiais
- Bump n' Grind (LP Version) - 4:16
- Bump N' Grind (Old School Remix) - 4:28
- Bump N' Grind (How I Feel It Extended Mix) - 5:42

## Paradas musicais

### Melhores posições
| Parada musical (1994)                        | Melhor posição |
| -------------------------------------------- | -------------- |
| Irlanda (IRMA)                               | 26             |
| Nova Zelândia (Recorded Music NZ)            | 49             |
| Reino Unido (UK Singles Chart)               | 8              |
| Estados Unidos (Billboard Hot 100)           | 1              |
| Estados Unidos (Billboard R&B/Hip-Hop Songs) | 1              |

| Parada musical (2013)          | Melhor posição |
| ------------------------------ | -------------- |
| Reino Unido (UK Singles Chart) | 92             |

### Fim de ano
| Parada musical (1994)              | Posição |
| ---------------------------------- | ------- |
| Estados Unidos (Billboard Hot 100) | 11      |

### Fim de década
| Parada musical (1990–99)           | Posição |
| ---------------------------------- | ------- |
| Estados Unidos (Billboard Hot 100) | 55      |